# Jean-Paul André
Jean-Paul André est un auteur-compositeur-interprète français né le 18 mars 1951 à Paimpol et mort le 10 septembre 2009 à Saint-Brieuc.
D'origine bretonnea enregistré sept disques avec pour thèmes principaux la Bretagne et sa région d'origine de Paimpol. Jean-Paul André a notamment collaboré avec Jean Musy, ce dernier ayant composé pour beaucoup d'artistes francophones.

## Biographie
Jean-Paul André est un auteur-compositeur-interprète né dans le Goëlo. Il s'installe plus tard dans le Trégor, mais continue de chanter avec passion sa région natale de Paimpol, Bréhat et de l'estuaire du Trieux. En plus de ses cinq albums pour adultes, Jean-Paul André a enregistré deux albums de contes et de chansons pour les enfants.

## Discographie

### Collaborations
Au début de sa carrière, Jean-Paul André sort un disque de chansons engagées avec le chanteur évangéliste Gérard Peilhon.

### Albums solo
Dans ses albums suivants, les chansons de Jean-Paul André sont inspirées par ses origines aux alentours de Paimpol, port de pêche de la côte nord de la Bretagne. Dans ses disques pour les adultes et pour les enfants, on trouve notamment des références à l'île de Bréhat, au village de Frynaudour en Plourivo ou encore aux marins partis pour les grandes pêches en Islande.